# Cerasuolo di Vittoria
Le cerasuolo di vittoria, est un vin rouge italien de la Sicile, dont le nom vient de la commune de Vittoria. 
Le cépage principal de l'appellation est le Nero d'Avola, assemblé au Frappato. 

## Zone de production
Il comprend tout ou partie des territoires des communes suivantes :
- Vittoria, Comiso, Acate, Chiaramonte Gulfi, Santa Croce Camerina, Ragusa dans le Libre consortium municipal de Raguse
- Niscemi, Gela, Riesi, Butera e Mazzarino dans le Libre consortium municipal de Caltanissetta.
- Caltagirone, Licodia Eubea e Mazzarrone dans le Ville métropolitaine de Catane.

## Encépagement
- Nero d'Avola : de 50 % à 70 %
- Frappato : de 30% à 50%

## Techniques de production
Pour les nouvelles plantes et les replantations, la densité ne peut pas être inférieure à 4000 pieds/ha.
La conduite culturale autorisée est des jeunes gobelets et un simple espalier.
Toute pratique de forçage est interdite. L'irrigation est autorisée.
Les vins doivent avoir un vieillissement au moins jusqu'au 1er juin de l'année suivant la récolte.
Toutes les opérations de séchage, de vinification, de vieillissement et de mise en bouteille des raisins doivent être effectuées dans la zone DOCG.

## Législations
Les vins de l'appellation Cerasuolo di Vittoria sont reconnus en appellation denominazione di origine controllata e garantita DOCG par arrêté ministériel du 13 septembre 2005. Ils étaient déjà été reconnus au DOC le 29 mai 1973 puis modifiés par décret ministériel le 6 novembre 1991 .  
Avant la spécification actuelle, ce vin était :
- DOC reconnu avec DPR 29.05.1973 (G.U.221 - 28.08.1973)
- modifié avec le décret du Premier ministre du 06.11.1991 (G.U.224 - 23.09.1992)
- DOCG approuvé par D M. 13.09.2005 (G.U.224 - 26.09.2005)
- Modifié avec D M. 30.11.2011 (Publié sur le site officiel de la Section Qualité et Sécurité du Mipaaf - Vins AOP et IGP)